# Combustible nuclear gastado

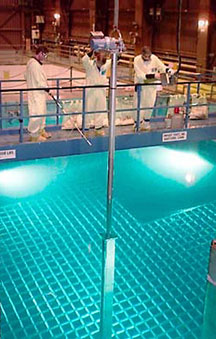
Piscina de combustible gastado en una Central nuclear.

El combustible nuclear gastado, ocasionalmente llamado combustible nuclear usado, es combustible nuclear que ha sido irradiado en un reactor nuclear (generalmente en una Central nuclear o también en un buque de propulsión atómica). Este ya no es útil para sostener una reacción nuclear. 

## Naturaleza del combustible gastado
Ver Large, John H: Radioactive Decay Characteristics of Irradiated Nuclear Fuels, January 2006. (en castellano: Características de la desintegración radiactiva de los combustibles nucleares irradiados)

### Propiedades nanomateriales
El combustible nuclear de uranio de bajo enriquecimiento gastado es un ejemplo de un nanomaterial. En el combustible oxidado, existen intensos gradientes de temperatura que causan los productos de la fisión al migrar de estado. El zirconio tiende a moverse al centro del pellet de combustible donde la temperatura es la más alta, mientras que los productos de la fisión de más bajo punto de ebullición se mueven hacia el borde exterior del pellet. También es probable que el pellet contenga muchos pequeños poros con forma de burbuja que se forman durante su uso; el xenón producto de la fisión migra en estos vacíos. Algo de este xenón decaerá para formar cesio, de ahí que muchas de estas burbujas contienen una gran concentración de pequeñas cantidades de 137Cs.[cita requerida]
En el caso del MOX el xenón tenderá a difundirse desde las áreas ricas en plutonio del combustible, y entonces en quedar atrapado en el dióxido de uranio que la rodea. El neodimio tiende a no ser móvil.[cita requerida]
También las partículas metálicas de una aleación de Mo-Tc-Ru-Pd tienden a formarse en el combustible. Otros sólidos se forman en el límite entre los granos de dióxido de uranio, pero la mayoría de los productos de la fisión permanecen en el dióxido de uranio como soluciones sólidas. También existe un artículo describiendo un método de fabricar una simulación de "uranio activo" no radiactivo de combustible oxidado gastado.

### Productos de la fisión
El 3% de la masa consiste en productos de la fisión del 235U y del 239Pu (también de productos indirectos en la cadena de decaimiento); estos son considerados desechos radiactivos o pueden ser separados adicionalmente para varios usos industriales y médicos. Los productos de la fisión incluyen cada elemento desde el zinc hasta los lantánidos; la mayor parte del rendimiento de la fisión está concentrado en dos picos, uno en la segunda fila de transición (Zr, Mo, Tc, Ru, Rh, Pd, Ag) y el otro en la parte final de la tabla periódica (I, Xe, Cs, Ba, La, Ce, Nd). Muchos de los productos de la fisión o son no radiactivos o radioisótopos de corta vida. Pero una considerable cantidad son radioisótopos de media o larga vida tales como el 90Sr, 137Cs, 99Tc y el 129I. Se han conducido investigaciones por diferentes países para segregar los isótopos raros en los desechos de la fisión incluyendo los "platinoides de la fisión" (Ru, Rh, Pd) y la plata (Ag) como una forma de compensar por los costos del reprocesamiento, sin embargo, actualmente esto no es realizado en forma comercial.
Los productos de la fisión pueden modificar las propiedades termales del dióxido de uranio; los óxidos lantánidos tiende a bajar la conductividad termal del combustible.

#### Tabla de datos químicos
| Elemento                | Gas | Metal | Óxido | Solución sólida |
| ----------------------- | --- | ----- | ----- | --------------- |
| Br Kr                   | Si  | -     | -     | -               |
| Rb                      | Si  | -     | Si    | -               |
| Sr                      | -   | -     | Si    | Si              |
| Y                       | -   | -     | -     | Si              |
| Zr                      | -   | -     | Si    | Si              |
| Nd                      | -   | -     | Si    | -               |
| Mo                      | -   | Si    | Si    | -               |
| Tc Ru Rh Pd Ag Cd In Sb | -   | Si    | -     | -               |
| Te                      | Si  | Si    | Si    | Si              |
| I Xe                    | Si  | -     | -     | -               |
| Cs                      | Si  | -     | Si    | -               |
| Ba                      | -   | -     | Si    | Si              |
| La Ce Pr Nd Pm Sm Eu    | -   | -     | -     | Si              |

### Plutonio

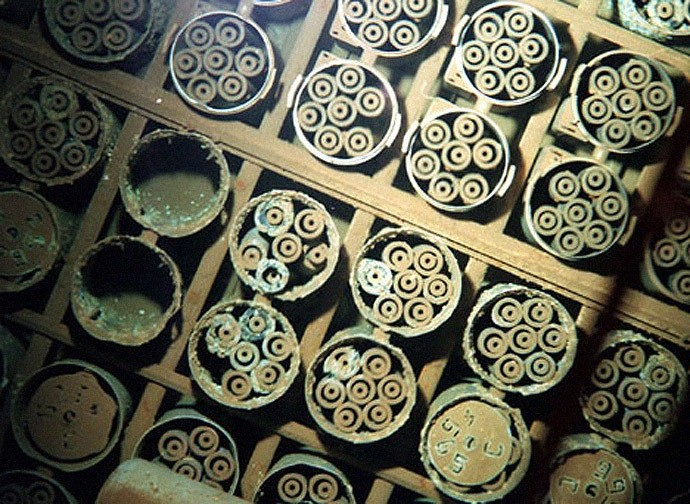
Combustible nuclear gastado almacenado bajo agua y descubierto en el Hanford site en Washington, Estados Unidos.

Aproximadamente un 1% de la masa es 239Pu y 240Pu resultante de la conversión del 238U, el que puede ser considerado como un subproducto útil, o como un peligroso e inconveniente desecho. Una de las principales preocupaciones respecto a la proliferación nuclear es prevenir que este plutonio sea usado en forma ilegal por aquellos estados no nucleares, diferente de aquellos ya establecidos como países nucleares, para producir armas nucleares. Si el reactor ha sido usado normalmente, el plutonio resultante es de calidad para reactor, no de calidad para armas: contiene más 240Pu y menos del 80% de 239Pu, lo que lo hace menos adecuado, pero no imposible, de usar en la construcción de un arma nuclear. Si el período de irradiación ha sido corto entonces el plutonio es de calidad para armas (más del 80% y hasta el 93%).

### Uranio
El 96% de la masa es del uranio que queda: la mayor parte del 238U original y un poco de 235U. Usualmente el 235U será menos del 0,83% de la masa junto con el 0,4% de 236U.
El uranio reprocesado contendrá 236U, el cual no se encuentra en la naturaleza; este es un isótopo que puede ser usado como una huella digital del combustible gastado por el reactor.
Si se está usando un combustible de torio para producir U-233 fisible, el combustible nuclear gastado (en inglés: Spent Nuclear Fuel, SNF) tendrá U-233, con una vida media de 159.200 años. Esto tendrá un impacto en el decaimiento radiactivo de largo plazo del combustible gastado. Si se compara con un combustible MOX, la actividad en ciclos del torio será más alta debido a la presencia del no totalmente decaído U-233.

### Actínidos menores
Trazas de los actínidos menores están presentes en el combustible gastado del reactor. Estos son actínidos distintos del uranio y del plutonio e incluyen al neptunio, americio y curio. La cantidad formada depende grandemente de la naturaleza del combustible usado y las condiciones bajo las cuales fue usado. Por ejemplo, el uso de combustible MOX (239Pu en una matriz de 238U) es probable que lleve a la producción de más 241Am y nucleídos más pesados que un combustible basado en uranio/torio (233U en una matriz de 232Th).
Para combustible de uranio natural:
El componente fisible comienza en 0,71% de concentración de 235U en el uranio natural. Al momento de desecharse, el componente fisible total es aún un 0,50% (0,23% de 235U, 0,27% de 239Pu fisible y 241Pu). El combustible es desechado no porque el material fisible esté totalmente usado, sino porque se han acumulado los suficientes productos de la fisión absorbedores de neutrones que el combustible es significativamente menos capaz de sostener una reacción nuclear.
Algunos combustibles de uranio natural usan un revestimiento químicamente activo, tales como los Magnox, y necesita ser reprocesado debido a que el almacenamiento de largo plazo y su desecho es complicado.
Para los combustibles altamente enriquecidos usados en los reactores marinos y los reactores de investigación, el inventario de isótopos variará basado en el manejo del combustible en el interior del núcleo y las condiciones de operación del reactor.

## Calor por desintegración del combustible gastado

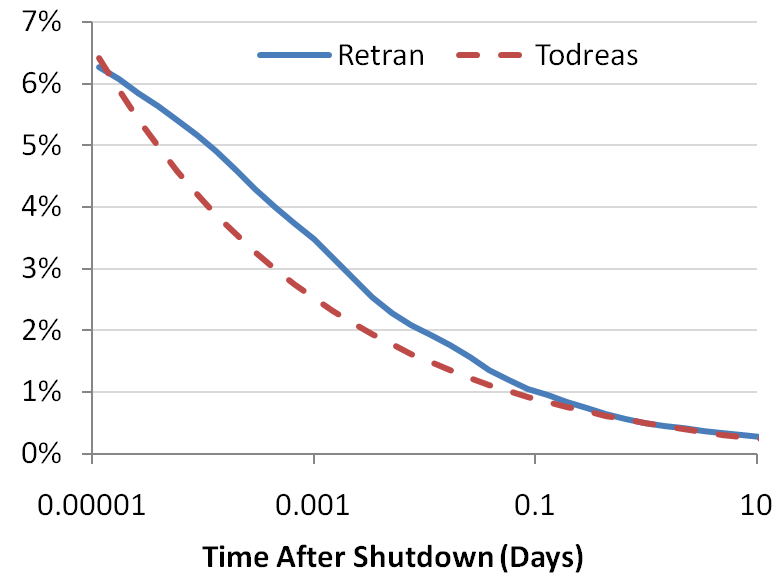
Calor por decaimiento como una fracción de la potencia total para un reactor SCRAMeado desde potencia total en tiempo 0, usando dos diferentes correlaciones.

Cuando un reactor nuclear ha sido apagado y la reacción en cadena de fisión nuclear ha cesado, una cantidad significativa de calor aun será producida en el combustible debido al decaimiento beta de los productos de la fisión. Por esta razón, en el momento del apagado del reactor, el calor por decaimiento será aproximadamente un 7% de la potencia previa del núcleo si el reactor ha mantenido un historial de potencia largo y estable. Aproximadamente después de 1 hora del apagado, el calor por decaimiento será aproximadamente de 1,5% de la potencia previa del núcleo. Después de 1 día, el calor por decaimiento cae a 0,4%, y después de 1 semana será de un 0,2%. La tasa de producción de calor por decaimiento continuará disminuyendo lentamente a medida que pase el tiempo.
El combustible gastado que ha sido retirado de un reactor normalmente es almacenado en una piscina de combustible gastado rellena con agua por 1 año o más con el propósito de enfriarlo y proporcionar una protección contra su radiactividad. Generalmente los diseños de piscinas de combustible gastado no usan refrigeración pasiva sino que más bien usan bombas para impulsar el agua a través de intercambiadores de calor.

## Composición del combustible y radiactividad a largo plazo

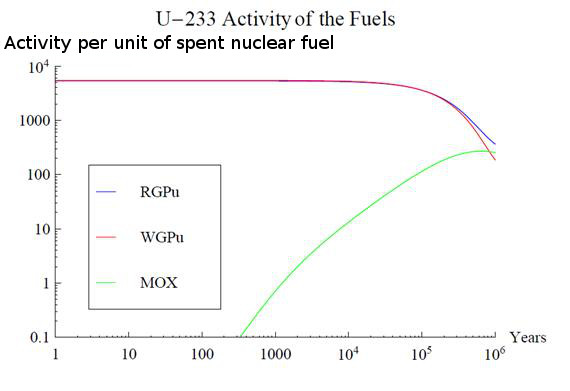
Actividad del U-233 para tres tipos de combustibles.

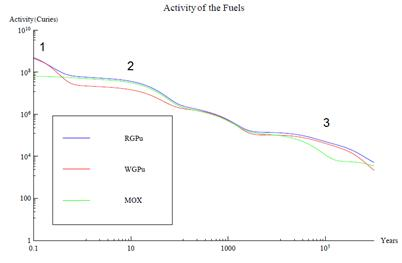
Actividad total para tres tipos de combustibles.

Los desechos radiactivos de larga vida de la parte final del ciclo de combustible son especialmente relevantes cuando se diseña un plan de manejo de desechos para el combustible nuclear gastado. Cuando se mira el decaimiento radiactivo de largo término, los actínidos en el SNF tienen una significativa influencia debido a sus característicamente largas vidas medias. Dependiendo del tipo de combustible que se usó en alimentar al reactor nuclear, la composición de los actínidos en el combustible nuclear gastado será diferente.
Un ejemplo de este efecto es el uso de combustibles nucleares con torio. El Th-232 es un material fértil que puede producir una reacción de captura de neutrón y dos decaimientos beta menos, lo que resulta en la producción de U-233 fisible. El combustible nuclear gastado de un ciclo con torio contendrá U-233, un isótopo con una vida media de 160.000 años. Su desintegración radiactiva influenciará fuertemente la curva de actividad a largo plazo del combustible nuclear gastado durante alrededor de 1.000.000 de años. Una comparación de la actividad asociada al U-233 para tres diferentes tipos de combustible nuclear gastado puede ser vista en los gráficos en la parte superior derecha.
Los combustibles quemados pueden ser torio con plutonio de calidad para reactor (en inglés: Thorium with Reactor-Grade Plutonium, RGPu), Torio con Plutonio de Calidad para Armas (en inglés: Thorium with Weapons-Grade Plutonium, WGPu) y Combustible de Óxido Mezclado (en inglés: Mixed Oxide fuel, MOX). Para el RGPu y el WGPu, se puede ver la cantidad inicial de U-233 y su decaimiento hacia alrededor de 105 años. Esto tiene un efecto en la curva de actividad total de los tres tipos de combustible. La ausencia de U-233 y sus productos derivados en el combustible resulta en una actividad más baja en la región 3 del gráfico en la parte inferior derecha, mientras que para el RGPu y el WGPu la curva se mantiene más alta debido a la presencia de U-233 que no ha decaído totalmente.
El uso de diferentes combustibles en los reactores nucleares resulta en diferentes composiciones de combustible nuclear gastado, con curvas de actividad diferentes.

## Corrosión del combustible gastado

### Nanopartículas de metal noble e hidrógeno
De acuerdo al trabajo sobre la corrosión del electroquímico Shoesmith las nanopartículas de Mo-Tc-Ru-Pd tienen un fuerte efecto sobre la corrosión del combustible de dióxido de uranio. Por ejemplo su trabajo sugiere que cuando la concentración de hidrógeno (H2) es alta (debido a la corrosión anaeróbica del contenedor de desecho de acero), la oxidación del hidrógeno en las nanopartículas ejercerá un efecto protector sobre el dióxido de uranio. Este efecto puede ser concebido como un ejemplo de protección por parte de un ánodo de sacrificio, donde en vez de un ánodo metálico reaccionando y disolviéndose es el gas de hidrógeno el que se consume.

## Eliminación de los desechos
El reprocesamiento nuclear puede separar el combustible gastado en varias combinaciones de uranio reprocesado, plutonio, actínidos menores, productos de la fisión, restos de revestimiento de zirconio o acero, productos de la activación, y los reactivos o solidificadores introducidos en el reprocesamiento propiamente tal. En este caso el volumen que necesita ser desechado se reduce grandemente.
Alternativamente, el combustible nuclear gastado puede ser desechado como desecho radioactivo.
Estados Unidos ha planeado la eliminación de los desechos en formaciones geológicas profundas, tales como el Depósito de desechos nucleares de Yucca Mountain, donde tiene que ser blindado y empacado para prevenir su migración al ambiente inmediato de la humanidad por miles de años. Sin embargo, el 5 de marzo de 2009, el Secretario de Energía Steven Chu le informó a una audiencia del Senado que el sitio de Yucca Mountain ya no es más evaluado como una opción para el almacenamiento de desechos de reactores.

## Riesgos
El combustible gastado almacenado en una piscina es susceptible a incidentes tales como terremotos o ataques terroristas que pueden resultar en una fuga de radiación poniendo en peligro a las poblaciones locales.
En los accidentes nucleares de Fukushima I causados por el terremoto japonés de 2011, una piscina de combustible gastado perdió su techo, emitió vapor y se informó que posiblemente se evaporó completamente al hervir antes de que fuera puesta bajo control por los trabajadores que la rociaron con agua con un cañón de agua y por helicópteros.

## Nota
- Esta obra contiene una traducción  derivada de «Spent nuclear fuel» de Wikipedia en inglés, concretamente de esta versión, publicada por sus editores bajo la Licencia de documentación libre de GNU y la Licencia Creative Commons Atribución-CompartirIgual 4.0 Internacional.

- Datos: Q2623868